# ユルゲン・トリッティン
ユルゲン・トリッティン（Jürgen Trittin、1954年7月25日 - ）は、ドイツの政治家。同盟90/緑の党所属。1998年から2005年までゲアハルト・シュレーダー政権で環境・自然保護・原子力安全大臣を務めた。

## 経歴
ブレーメン生まれ。1973年にアビトゥーアに合格。良心的兵役忌避による奉仕活動義務ののち、ゲッティンゲン大学で学ぶ。在学中は共産主義同盟に加入し、学生自治会で活動し会長も務めた。この当時のドイツ赤軍による暗殺事件（「ドイツの秋」）を祝福するトリッティンの手紙が2001年に公表され、批判を浴びた。社会経済学の学位を取得後、大学の助手やジャーナリストとして活動する。
1980年、緑の党に入党。1982年、ゲッティンゲン市議会議員に環境保護団体から立候補して当選した。1985年ニーダーザクセン州議会議員となり、1988年から緑の党会派会長を務める（‐1990年）。1990年にニーダーザクセン州の連邦政府並びに欧州連合問題担当相に就任する。当時のニーダーザクセン州首相はのちに連邦首相となるゲアハルト・シュレーダーであり、ニーダーザクセン州ではドイツ社会民主党 (SPD) と緑の党が連立政権を組んでいた。1994年にニーダーザクセン州議会議員に復帰し、同盟90/緑の党の会派副団長であったが、1994年同盟90/緑の党全国スポークスマン（党首に相当）に就任した。
1998年のドイツ連邦議会総選挙で当選する。なお同盟90/緑の党では党規約上、連邦議会議員と党執行部を兼ねることができなかったので、全国スポークスマンを辞した。シュレーダー政権で環境・自然保護・原子力安全大臣として入閣した。同大臣としてトリッティンは、2030年までのドイツにおける段階的原子力発電の停止を決定した。代替エネルギーとして風力発電所の建設を推進した。また缶・ペットボトル製品のデポジット制導入に尽力。2001年3月、「愛国者でありドイツ人であることに誇りを持つ」と発言したドイツキリスト教民主同盟 (CDU) 幹事長のローレンツ・マイヤーを「髪型だけでなく心の中もネオナチそっくりだ」とインタビューで評し、謝罪に追い込まれている（マイヤーは髪が薄くスキンヘッドにしていた）。
2005年の総選挙の結果アンゲラ・メルケルを首班とする CDU と SPD による大連立が成立したため、環境・自然保護・原子力安全相をジグマール・ガブリエルと交代した。なおメルケル政権成立までの1か月間、党の連邦議会議員団長に転出したレナーテ・キューナスト消費者保護・食品・農業相の職務を代行した。
離職後は連邦議会議員団長に立候補するが失敗、副党首に就任した。2009年ドイツ連邦議会選挙でも当選し、レナーテ・キューナストと共に議員団長に選出された。連邦議会では欧州連合案件委員会に属する。2013年ドイツ連邦議会選挙の結果を受け、議員団長への再選を辞退した。同年12月に再婚した。

## 著書
- Jürgen Trittin: Gefahr aus der Mitte. Die deutsche Politik rutscht nach rechts., 1993 (Innen/Außenpolitik)
- Jürgen Trittin: Welt Um Welt, 2002 (Globalisierung und Umweltschutz)
- Joachim Radkau, Frank Uekötter (Hg.): Naturschutz und Nationalsozialismus, Campus 2003 (mit Vorwort von Jürgen Trittin)